# سندی وودوارد
جان فورستر "سندی" وودوارد، (۱ مه ۱۹۳۲–۴ اوت ۲۰۱۳) یک افسر ارشد نیروی دریایی بریتانیا بود که فرماندهی گروه ضربت جنگ فالکلند را بر عهده داشت.

## حضور در نیروی دریایی
پس از فارغ‌التحصیلی از کالج سلطنتی نیروی دریایی دارتموث وودوارد در سال ۱۹۴۶ به نیروی دریایی بریتانیا پیوست او در سال ۱۹۵۴ در یک زیردریایی مشغول به کار شد و در ماه مه به درجه ستوان ارتقا یافت. در سال ۱۹۶۰ او دوره سخت فرماندهی زیردریایی نیروی دریایی بریتانیا را گذراند که به نام The Perisher شناخته می‌شود، و اولین درجه فرماندهی خود را دریافت کرد، زیردریایی کلاس T اچ‌ام‌اس تایرلس. در مه ۱۹۶۲ به درجه ستوان فرمانده ارتقا یافت، سپس فرماندهی اچ‌ام‌اس گرامپوس را برعهده گرفت و سپس به فرماندهی زیردریایی اتمی اچ‌ام‌اس ولیانت رسید. در سال ۱۹۶۷، او به فرماندهی ارتقاء یافت و مربی (معروف به معلم) دوره Perisher شد. او فرماندهی اچ‌ام‌اس وارسپایت را در دسامبر ۱۹۶۹ بر عهده گرفت او در سال ۱۹۷۲ به درجه کاپیتانی ارتقا یافت در سال ۱۹۷۴ کاپیتان آموزش زیردریایی شد و در سال ۱۹۷۶ فرماندهی اچ‌ام‌اس شفیلد را بر عهده گرفت.

### جنگ فالکلند
در سال ۱۹۸۲، او فرماندهی گروه ناو هواپیمابر اچ‌ام‌اس هرمس، گروه وظیفه ۳۱۷٫۸ را در جنگ فالکلند بر عهده داشت. فرمانده ناوگان، دریاسالار سر جان فیلدهاوس، به عنوان فرمانده نیروی ضربت، CTF-317 خدمت کرد. گروه وظیفه حاوی کشتی‌های آبی خاکی که تهاجم TG 317.0 را پرتاب کردند توسط فرمانده مایکل کلاپ فرماندهی می‌شد و گروه وظیفه ۳۱۷٫۱ خود نیروی فرود بود.
او جدول زمانی کمپین را تنظیم کرد. او با علم به اینکه نیروهای آرژانتینی باید قبل از اینکه زمستان نیمکره جنوبی شرایط را بسیار بد کند، باید شکست بخورند، آخرین تاریخ را تعیین کرد که تا آن زمان نیروهای زمینی باید به ساحل می‌رفتند، و به نوبه خود آخرین تاریخ را تعیین کرد که تا آن زمان باید کنترل هوا انجام شود. به دست آورد، و غیره.
احتمالاً شناخته شده‌ترین حادثه تنها غرق شدن آرا ژنرال بلگرانو بود. او می‌دانست که آرا ژنرال بلگرانو، و به‌ویژه اسکورت‌های مسلح اگزوسه او، تهدیدی برای گروه ضربت هستند و دستور غرق کردن او را صادر کرد. دریاسالار سر جورج زامبلاس «رهبری الهام بخش وودوارد و زیرکی تاکتیکی … [به عنوان] عامل اصلی در شکل‌دادن به موفقیت نیروهای بریتانیا در اقیانوس اطلس جنوبی» را اعتبار می‌دهد.
وودوارد به خاطر خدماتش در جنگ، لقب شوالیه را دریافت کرد. او کتابی با عنوان صد روز نوشت که با همکاری پاتریک رابینسون، تجربیات خود در فالکلند را توصیف کرد.

### شغل بعد
در سال ۱۹۸۳، وودوارد به عنوان افسر پرچم زیردریایی‌ها و فرمانده ناتو زیردریایی‌های اقیانوس اطلس شرقی منصوب شد. در سال ۱۹۸۴ به سمت معاون دریاسالار منصوب شد و در سال ۱۹۸۵ معاون ستاد دفاع (تعهدات) شد. در سال ۱۹۸۷ به درجه دریاسالاری منصوب شد. در آن سال او همچنین به‌عنوان فرمانده کل نیروی دریایی و دستیار پرچم برای ملکه خدمت کرد. وودوارد در سال ۱۹۸۹ بازنشسته شد.

## زندگی بعدی
اولین نسخه از خاطرات وودوارد در سال ۱۹۹۲ منتشر شد. و به خوبی مورد استقبال قرار گرفتند و در سال ۲۰۰۳ و ۲۰۱۲ با خاطرات به روز شده و همچنین پاسخ‌هایی به خاطرات و پاسخ‌های ساخته شده توسط مایکل کلاپ روز شدند. وودوارد در اواخر عمر خود، نظرات مختلفی را برای روزنامه‌های بریتانیایی در رابطه با مسائل دفاعی، به ویژه بررسی دفاعی و امنیتی استراتژیک نوشت.

## مرگ
او بر اثر نارسایی قلبی در ۴ اوت ۲۰۱۳ در ۸۲ سالگی در بوشام، غرب ساسکس درگذشت. مراسم یادبودی برای او در کلیسای جامع چیچستر در ۱۴ نوامبر ۲۰۱۳ با دریاسالار جورج زامبلاس به نمایندگی از ملکه برگزار شد.

## زندگی شخصی
وودوارد در سال ۱۹۶۰ با شارلوت مک مورتری ازدواج کرد که حاصل این ازدواج یک پسر و یک دختر بود. لیدی وودوارد در سال ۲۰۲۲ درگذشت.